# Башня Гуиниджи
Башня Гуиниджи (итал. Torre Guinigi) — кирпичная средневековая башня в городе Лукка, в регионе Тоскана, Италия. Образец местной романо-готической архитектуры. Одна из немногих сохранившихся башен старого города. Отличительная особенность, сделавшая башню визитной карточкой Лукки, — маленькая дубовая роща на её вершине. 

## История
Башня была построена в конце XIV века богатой купеческой семьёй Гуиниджи, одной из самых влиятельных в Лукке того времени. В Средние века в городе существовало множество башен, построенных знатными семьями как символ их могущества. Однако большинство из них не сохранилось, и Башня Гуиниджи является одной из немногих, которые пережили разрушения и перестройки.
Деревья на кровле были высажены в средневековье. Последний представитель семейства завещал дворец вместе с башней городу.
В 1980 году башня была передана муниципалитету Лукки, после чего была проведена реставрация, и она стала доступной для туристов.

## Архитектурные особенности
Башня Гуиниджи построена в традиционном для Лукки стиле из красного кирпича, характерного для архитектуры города. Её высота составляет 44 метра, что делает её одной из самых высоких сохранившихся средневековых башен в Лукке.
Особенностью башни является её крыша, на которой расположен небольшой сад с несколькими дубами. Этот необычный элемент был создан по инициативе семьи Гуиниджи и символизировал обновление и процветание.

## Дубы на вершине
Сад на вершине башни представляет собой небольшую площадку, на которой растут дубы, символизирующие силу и долголетие. Предполагается, что деревья были посажены ещё в эпоху строительства башни. Благодаря этому элементу Башня Гуиниджи стала уникальным архитектурным памятником. Сад на вершине требует постоянного ухода, так как деревья находятся на большой высоте и подвергаются воздействию ветров и осадков.

## Туристическая достопримечательность
Лукка в Средние века была известна как «город 100 башен», но до наших дней сохранилось только несколько. Сегодня Башня Гуиниджи является одной из главных туристических достопримечательностей Лукки. Подъём на вершину башни возможен по внутренней лестнице, состоящей из 230 ступеней. С обзорной площадки открывается панорамный вид на исторический центр Лукки и окрестности.